# Лі Цянь
Лі Цянь (чам. 李倩; нар. 6 червня 1990, Хенань, Китай) — китайська боксерка, олімпійська чемпіонка 2024 року, срібна призерка Олімпійських ігор 2020 року, бронзова призерка Олімпійських ігор 2016 року, чемпіонка світу, Азії та Азійських ігор.

## Любительська кар'єра
На Азійських іграх 2014 отримала срібну медаль.

### Чемпіонат світу 2014
- 1/16 фіналу:Перемогла Моніку Саун (Індія) — 3-0
- 1/8 фіналу:Перемогла Кейт Скот (Австралія) — 3-0
- 1/4 фіналу:Перемогла Катерину Шамбір (Україна) — 3-0
- 1/2 фіналу:Перемогла Нушку Фонтейн (Нідерланди) — 2-0
- Фінал:Програла Кларессі Шилдс (США) — 0-3

На чемпіонаті Азії 2015 програла у фіналі Дарігі Шакімовій (Казахстан).

### Чемпіонат світу 2016
- 1/16 фіналу:Перемогла Нго Тхі Чунг (В'єтнам) — 3-0
- 1/8 фіналу:Перемогла Анну Лорелл (Швеція) — 3-0
- 1/4 фіналу:Програла Саванні Маршалл (Велика Британія) — 0-3

### Олімпійські ігри 2016
- 1/4 фіналу:Перемогла Андрею Бандейра (Бразилія) — 3-0
- 1/2 фіналу:Програла Нушкі Фонтейн (Нідерланди) — 1-2

На чемпіонаті Азії 2017 стала чемпіонкою, здобувши між іншим перемогу у півфіналі над Дарігою Шакімовою (Казахстан).

### Чемпіонат світу 2018
- 1/8 фіналу:Перемогла Лав Холгерссон (Швеція) — 4-1
- 1/4 фіналу:Перемогла Наташу Гейл (Англія) — 3-2
- 1/2 фіналу:Перемогла Наомі Грем (США) — 5-0
- Фінал:Перемогла Нушку Фонтейн (Нідерланди) — 4-1

### Олімпійські ігри 2020
- 1/8 фіналу:Перемогла Аойф О'Рурк (Ірландія) — 5-0
- 1/4 фіналу:Перемогла Пуя Рані (Індія) — 5-0
- 1/2 фіналу:Перемогла Зенфіру Магомедалієву (Росія) — 5-0
- Фінал:Програла Лорен Прайс (Велика Британія) — 0-5

### Чемпіонат світу 2023
- 1/8 фіналу:Перемогла Лі Чен Ю (Китайський Тайбей) — RSC
- 1/4 фіналу:Перемогла Давінау Мішель (Франція) — 5-0
- 1/2 фіналу:Програла Ловліні Боргохайн (Індія) — 1-4

На Азійських іграх 2022, що через пандемію коронавірусної хвороби пройшли 2023 року, здобувши три перемоги, у тому числі у фіналі над Ловліною Боргохайн (Індія), стала чемпіонкою.

### Олімпійські ігри 2024
- 1/8 фіналу:Перемогла Ерджі Басіадан (Філіппіни) — 5-0
- 1/4 фіналу:Перемогла Ловліну Боргохайн (Індія) — 4-1
- 1/2 фіналу:Перемогла Кейтлін Паркер (Австралія) — 5-0
- Фінал:Перемогла Атейну Байлон (Панама) — 4-1